# Gorna Bošava
Gorna Bošava (en macédonien Горна Бошава) est un village du sud de la Macédoine du Nord, situé dans la commune de Kavadarci. Le village comptait 52 habitants en 2002.

## Démographie
Lors du recensement de 2002, le village comptait :
- Macédoniens : 51
- Serbes : 1